# Lisnîkî, Berejanî
Lisnîkî (în ucraineană Лісники) este un sat în orașul raional Berejanî din regiunea Ternopil, Ucraina.

## Demografie
Componența lingvistică a localității Lisnîkî
     Ucraineană (99,49%)
     Alte limbi (0,5%)
Conform recensământului din 2001, majoritatea populației localității Lisnîkî era vorbitoare de ucraineană (99,49%), existând în minoritate și vorbitori de alte limbi.